# Samoa na Mistrzostwach Świata w Lekkoatletyce 2009
Samoa na Mistrzostwach Świata w Lekkoatletyce 2009, reprezentowane było przez dwoje zawodników - 1 kobietę i 1 mężczyznę. Żaden z atletów nie zdobył medalu na tych mistrzostwach.

## Występy reprezentantów Samoa

### Bieg na 800 m mężczyzn
- Iulio Lafai - 48. miejsce w kwalifikacjach (2:03.51 min.) → nie awansował dalej.

### Rzut oszczepem kobiet
- Serafina Akeli - 31. miejsce w kwalifikacjach (49,58 m) → nie awansowała dalej.